# خورخي سانتايانا
جورج أوجستين نيكولاس رويز دي سانتايانا (بالإسبانية: Jorge Agustín Nicolás Ruiz de Santayana y Borrás) والمعروف بجورج سانتايانا، كان فيلسوفًا وكاتبًا للمقالات وشاعرًا وروائيًا إسبانيَّ الأصل، نشأ ودرس في الولايات المتحدة منذ أن كان في الثامنة من عمره، ويُعرّف على أنّه أمريكي على الرغم من امتلاكه الدائم لجواز سفر أسباني صالح، كتب باللغة الإنجليزية ويعتبر عمومًا مفكرًا أمريكيًا، وفي سن الثامنة والأربعين ترك منصبه في جامعة هارفارد وعاد إلى أوروبا بشكل دائم، ولم يعد بعدها إلى الولايات المتحدة.
اشتهر بأقوال مأثورة مثل: «أولئك الذين لا يستطيعون تذكر الماضي محكومٌ عليهم تكراره»، «فقط الموتى شهدوا نهاية الحرب»، وتعريفه للجمال على أنه «لذّة تحوّلت موضوعًا»، وعلى الرغم من كونه ملحدًا، إلا أنّه كان يقدّر القيم والممارسات الكاثوليكية الإسبانية والنظرة الكونية التي نشأ فيها، ويعتبر سانتايانا ناقدًا ثقافيًا واسع النطاق يشمل العديد من التخصصات.

## النشأة
ولد في 16 ديسمبر 1863 في مدريد، وأمضى طفولته المبكرة في مدينة آبلة الإسبانيّة، وقد كانت والدته «جوزفينا بوراس» ابنة مسؤول إسباني في الفلبين، وجورج هو الطفل الوحيد لزواجها الثاني.
في عام 1861 انتقلت والدة جورج من بوسطن مع أطفالها الثلاثة من زواجها الأول للعيش في مدريد بعد بضع سنوات من وفاة زوجها الأول، وهناك التقت أوجستين دي سانتايانا ليتزوجا في عام 1862، حيث كان موظفًا في الخدمة المدنية الاستعمارية بالإضافة لكونه رسامًا ومثقفًا، عاشت العائلة في مدريد وآبلة.
في عام 1869 عادت والدته إلى بوسطن مع أطفالها الثلاثة من عائلة ستورجيس، لأنها وعدت زوجها الأول بتربية الأطفال في الولايات المتحدة، تاركةً خورخي البالغ من العمر ستة أعوام مع والده في إسبانيا، ليتبعها ووالده في عام 1872، ولكن والده لم يُحبّذ فكرة الانتقال وعاد إلى إسبانيا، وبقي هناك بقية حياته دون أن يره جورج مرة أخرى حتى دخل كلية هارفارد وبدأ يذهب في عطلاته الصيفية إلى إسبانيا، وفي بعض الأحيان خلال هذه الفترة، كان اسم Jorge الأول يختلط باسم George، وهو المرادف الإنجليزي للاسم.

## التعليم
التحق سانتايانا بمدرسة بوسطن اللاتينية وكلية هارفارد، حيث درسه الفلاسفة ويليام جيمس وجوسيا رويس، وقد شارك في أحد عشر ناديًا كبديل لألعاب القوى، كما كان مؤسسًا ورئيسًا للنادي الفلسفي، وهو عضو في الجمعية الأدبية المعروفة باسم O.K، ومحرر ورسام كاريكاتير لصحيفة ساخرة (The Harvard Lampoon)، والمؤسس المشارك للجريدة الأدبية (The Harvard Monthly)، وفي ديسمبر 1885 لعب دور سيدة إلفريدا في مسرحية روبن هود، متبوعةً بإنتاج (Papillonetta) في ربيع سنة تخرجه.
بعد تخرجه كعضو من جمعية فاي بيتا كابا من جامعة هارفرد، وفي عام 1886 درس سانتايانا لمدة عامين في برلين، ثم عاد إلى جامعة هارفارد لكتابة أطروحته عن هيرمان لوتز ولتدريس الفلسفة، وليصبح جزءًا من العصر الذهبي لقسم الفلسفة في جامعة هارفارد، وقد أصبح بعض طلابه في جامعة هارفارد مشهورين بأنفسهم بما فيهم ت. س. إليوت، وروبرت فروست، وجيرترود شتاين، وهوراس كالن، ووالتر ليبمان، ودو بويز، ولم يكن والاس ستيفنز من بين تلاميذه ولكنه أصبح صديقًا، ومن عام 1896 حتى عام 1897 درس سانتايانا في كينجز كوليج في كامبريدج.

## الحياة اللاحقة
لم يتزوج سانتايانا قط، وحياته الرومانسية -إن وجدت-ليست مفهومة جيدًا، وبعض الأدلة بما في ذلك التعليق الذي أدلى به سانتايانا في وقت متأخر من الحياة يقارن نفسه مع آلفرد إدوارد هاوسمان، وصداقاته مع من كانوا علنًا مثليي وثنائيي الجنس، يقود الدارسين للتكهّن بأنه ربما كان مثلي أو ثنائي الجنس، ولكن يبقى من غير الواضح ما إذا كان لديه أي علاقات جنسية متبادلة أو علاقات جنسية مثلية.
في عام 1912، استقال سانتايانا من منصبه في جامعة هارفارد لقضاء بقية حياته في أوروبا، فقد وفر المال وساعده إرثُ من والدته في ذلك، حيث عاش عدة سنوات في آبلة وباريس وأكسفورد، وبعد عام 1920 بدأ يقضي الشتاء في روما، حتى أصبح أخيرًا يعيش هناك طوال السنة حتى وفاته.
خلال السنوات الأربعين في أوروبا، كتب تسعة عشر كتابًا ورفض عدة مناصب أكاديمية مرموقة، وقد كان العديد من زواره ومراسليه من الأمريكيين، بما في ذلك مساعده ومنفّذه الأدبي دانييل كوري، وفي وقت لاحق من الحياة كان سانتايانا مرتاحًا من الناحية المالية، ويرجع ذلك جزئيًا إلى أنّ روايته «البيوريتاني الأخير» عام 1935، أصبحت على نحو غير متوقع من أكثر الكتب مبيعًا، ولهذا ساعد ماليًا عددًا من الكتاب بمن فيهم برتراند راسل الذي كان معه على خلاف جوهري فلسفي وسياسي.
إن رواية «البيوريتاني الأخير» هي رواية تشكيل أو قصة بلوغ، تركز على النمو الشخصي لبطلها «أوليفر ألدن»، وشخصياته وأماكنه هي عبارة عن ترجمة ذاتية، وهذه الأعمال تحتوي أيضًا على العديد من آرائه الحادة واللاذعة، فقد كتب كتبًا ومقالاتٍ حول مجموعة واسعة من المواضيع، بما في ذلك الفلسفة، والنقد الأدبي، وتاريخ الأفكار، والسياسة، والطبيعة البشرية، والأخلاق، وتأثير الدين على الثقافة، وعلم النفس الاجتماعي، وكل ذلك مع قدر كبير من الذكاء وفكاهة.
في حين أنّ كتاباته عن الفلسفة التقنية قد تكون صعبة، إلا أن كتاباته الأخرى أكثر سهولةً ووضوحًا، فق كتب قصائد وبعض المسرحيات وترك مراسلات كثيرة معظمها لم ينشر حتى عام 2000، ومثل ألكسيس دو توكفيل لاحظ سانتايانا الثقافة والشخصية الأمريكية من وجهة نظر أجنبية، ومثل وليام جيمس -صديقه ومعلمه-كتب الفلسفة بطريقة أدبية، وقد ذكر إزرا باوند سانتايانا في قصيدته "The Cantos"، وعادةً ما يعتبر سانتايانا كاتبًا أمريكيًا، على الرغم من أنّه رفض أن يصبح مواطنًا أمريكيًا، وأقام في إيطاليا الفاشية لعقود، وقال أنه كان مرتاحًا فكريًا وجماليًا في أكسفورد، وبعد كتابة روايته الوحيدة «البيوريتاني الأخير» عام 1935 أمضى الشتاء في روما، حيث عاش هناك حتى وفاته في عام 1952.

## العمل الفلسفي والمنشورات
تشمل الأعمال الفلسفية الرئيسية لسانتايانا: الإحساس بالجمال (1896)، وهو أول دراسة مفصّلة له بطول الكتاب، وربما هو أول عمل رئيسي في علم الجمال المكتوب في الولايات المتحدة، وحياة العقل-خمسة مجلدات)1905-6(، النزعة الشكية والإيمان الحيواني (1923)، وعوالم الوجود-4مجلدات)1927-40(، وعلى الرغم من أنه لم يكن براغماتيًا مثل ويليام جيمس أو تشارلز ساندرز بيرس أو جوسيا رويس أو جون ديوي، فإن حياة العقل هي أول معالجة موسعة مكتوبة للبراغماتية.
كان سانتايانا -كما العديد من البراغماتيين الكلاسيكيين-ملتزمًا بالطبيعانية الوجودية لأنه كان على دراية كبيرة بنظرية التطور، ويعتقد بأن المعرفة البشرية والممارسات الثقافية والمؤسسات الاجتماعية قد تطورت بحيث تتلاءم مع الظروف الموجودة في البيئة، لتُحدَّد قيمتها فيما بعد من خلال مدى تسهيلها للسعادة البشرية، والعنوان البديل لحياة العقل «أطوار التقدم الإنساني» يدل على هذا الموقف.
كان سانتايانا من أوائل أتباع الظاهراتية المصاحبة، لكنه أعجب أيضًا بالمادية الكلاسيكية لديموقريطس ولوكريتيوس (أحد الفلاسفة الثلاثة الذين ذكرهم في عمله «ثلاثة فلاسفة شعراء» وأخص بالتفضيل لوكريتيوس)، وقد وضع سانتايانا كتابات سبينوزا في مكانة رفيعة، واصفا إياه بـ «معلمه وقدوته».
على الرغم من كونه ملحدًا، إلا أنه كان يحمل وجهة نظر لطيفة إلى حد ما عن الدين، وآراءه حول الدين موضّحة في كتابه «العقل في الدين»، و «فكرة السيد المسيح في الأناجيل»، و «تفسيرات في الشعر والدين»، ويصف سانتايانا نفسه بأنه «كاثوليكي جمالي»، وقد أمضى العقد الأخير من حياته في دير للراهبات في روما حيث اعتنى به الأخوات الإيرلنديات.
كما كان سانتايانا يحمل أفكار التفوق العرقي ومفاهيم تحسين النسل التي لا تشجع الأعراق التي يعتقد أنها متفوقة من «التزاوج مع السلالة الأدنى».

## الإرث
يُذكَر سانتايانا بأقواله المأثورة كثيرًا لدرجة أصبحت فيها كليشيه، في حين أنّ فلسفته لم تنجح بهذا القدر، ويعتبره الكثيرون كاتبًا نثريًا ممتازًا، ويقول البروفيسور جون لاكس (الذي يتعاطف مع الكثير من فلسفة سانتايانا)، بأنّ فصاحته قد تكون على نحو مثير للسخرية السبب في هذا الإهمال.
أثّر سانتايانا على من حوله، بما في ذلك برتراند راسل الذي قاده وحده بعيدًا عن أخلاقيات جورج إدوارد مور، كما أثّر في العديد من الشخصيات البارزة مثل طلاب جامعة هارفارد ت. س. إليوت، وروبرت فروست، وجيرترود شتاين، وهوراس كالن، ووالتر ليبمان، ودو بويز وكونراد ايكين، وفان ويك بروكس، وعضو المحكمة العليا فيليكس فرانكفورتر، بالإضافة إلى ماكس إيستمان والشاعر والاس ستيفنز الذي تأثر خصوصًا بجماليات سانتايانا وأصبح صديقًا على الرغم من عدم أخذه صفوفًا يدرسها سانتايانا.
اقتُبِس سانتايانا من قبل عالم الاجتماع الكندي-الأمريكي إرفنغ غوفمان باعتباره مؤثر أساسي في أطروحة كتابه «عرض الذات في الحياة اليومية (1959)»، ويعطي المؤرخ الديني جيروم أ. ستون سانتايانا الفضل لإسهامه ببداية التفكير في تطور الطبيعانية الدينية، ويقتبس عالم الرياضيات والفيلسوف الإنجليزي ألفريد نورث وايتهيد سانتايانا كثيرًا في تحفته «العملية والواقع».
استخدم تشاك جونز وصف سانتايانا للتطرف بأنه «يضاعف جهودك بعد أن تنسى هدفك» لوصف رسوماته الكاريكاتورية من بطولة وايل إي كايوتي ورود رنر.

## في الثقافة العامة
يُشار إلى سانتايانا في كلمات أغنية للمغني بيلي جويل 1989 عنوانها «وي ديدينت ستارت ذا فاير».
اقتباس المقولة «الموتى فقط شهدوا نهاية الحرب» أسيء إسقاطه لأفلاطون في فيلم سقوط الصقر الأسود عام 2001.

## الجوائز
- ميدالية بينسون للأدب من الجمعية الملكية 1925.[22]
- ميدالية باتلر الذهبية من جامعة كولومبيا 1945.[23]
- درجة فخرية من جامعة ويسكونسن 1911.[24]

## المؤلفات
- 1894. سوناتات وأشعار أخرى.
- 1896. الإحساس بالجمال: تخطط لنظرية في علم الجمال.
- 1899. الشيطان: مأساة لاهوتية.
- 1900. تفسيرات في الشعر والدين.
- 1901. أغنية لكرمل وقصائد أخرى.
- 1905-1906. حياة العقل: أو أطوار التقدم الإنساني في 5 مجلدات.
- 1910. ثلاثة شعراء فلسفيين: لوكريتيوس ودانتي وغوته.
- 1913. نوافذ المذهب: دراسات في الرأي المعاصر.
- 1915. الأثرة في الفلسفة الألمانية.
- 1920. شخصيات وآراء في الولايات المتحدة: مع ذكر وليام جيمس وجوسيا رويس والحياة الأكاديمية في أمريكا.
- 1920. مقالات صغيرة من كتابات جورج سانتايانا للوغان بيرسول سميث بالتعاون مع المؤلف.
- 1922. مناجيات في إنكلترا والمناجيات الأخيرة.
- 1922. قصائد.
- 1923. النزعة الشكية والإيمان الحيواني: مقدمة في نظام الفلسفة.
- 1926. محاورات في ليمبو.
- 1927. الأفلاطونية والحياة الروحية.
- 1927-1940. عوالم الوجود في 4 مجلدات.
- 1931. التقاليد القديمة في الخليج.
- 1933. بعض التحولات في الفلسفة الحديثة: خمسة مقالات.
- 1935. البيوريتاني الأخير: مذكرات في شكل رواية.
- 1936. كتابات متناثرة: محاضرات ومقالات ومراجعات.
- 1944. أشخاص وأماكن.
- 1945. الفترة الوسطى.
- 1946. فكرة السيد المسيح في الأناجيل أو الله في الإنسان: مقال نقدي.
- 1948. محاورات في ليمبو مع ثلاثة حوارات جديدة.
- 1951. السيطرة والقوة: تأملات حول الحرية والمجتمع والحكومة.
- 1953. مضيفي العالم.

أعمال معدلة/مختارة بعد وفاته
- 1955. رسائل جورج سانتايانا (دانيال كوري).
- 1956. مقالات في النقد الأدبي لجورج سانتايانا (إرفنغ سينغر).
- 1957. الكسول وأعماله ومقالات أخرى (دانيال كوري).
- 1967. تسعة مقالات من قبل جورج سانتايانا (دوغلاس ويلسون)
- 1967. أمريكا سانتايانا: مقالات في الأدب والحضارة (جايمس بالو)
- 1967. الإيمان الحيواني والحياة الروحية: كتابات سابقة غير منشورة وغير مجموعة بقلم جورج سانتايانا مع مقالات نقدية عن فكره (جون لاكس).
- 1968. سانتايانا عن أمريكا: مقالات وملاحظات ورسائل حول الحياة والأدب والفلسفة الأمريكية (ريتشارد كولتون لايون).
- 1968. كتابات نقدية مختارة من جورج سانتايانا في مجلدين (نورمان هنفري).
- 1969. النظام الفيزيائي والحرية الأخلاقية: مقالات غير منشورة سابقًا لجورج سانتايانا (جون وشيرلي لاكس).
- 1979. القصائد الكاملة: معدلة مع مقدمة من قبل (W. G. Holzberger).
- 1995. مولد الفكر ومقالات أخرى (دانيال كوري).
- 2009. سانتايانا الأساسي: كتابات مختارة عُدِّلت من سانتايانا، وجمعت مع مقدمة كتبها مارتن أ. كولمان.

## وصلات خارجية
- خورخي سانتايانا على موقع الموسوعة البريطانية (الإنجليزية)
- خورخي سانتايانا على موقع مونزينجر (الألمانية)
- خورخي سانتايانا على موقع إن إن دي بي (الإنجليزية)
- مؤلفات خورخي سانتايانا في مشروع غوتنبرغ
- أعمال أو نبذة عن خورخي سانتايانا على أرشيف الإنترنت
- خورخي سانتايانا  على موسوعة ستانفورد للفلسفة